# Lars Kooij
Lars Mitchell Kooij (* 11. August 2000 in Amstelveen) ist ein niederländischer Handballspieler.

## Karriere

### Im Verein
Kooij begann das Handballspielen in seinem Heimatverein HV Aalsmeer. 2018 wechselte er in die Akademie der SG Flensburg-Handewitt nach Deutschland. Hier gewann er mit der A-Jugend in der Saison 2018/19 die Deutsche Meisterschaft. Zudem spielte er für die zweite Mannschaft in der 3. Liga. Im Februar 2020 ging er nach Dänemark zu TM Tønder Håndbold in die 2. dänische Liga. 2021 wechselte er zum deutschen Zweitligisten ASV Hamm-Westfalen, mit dem er 2022 in die Bundesliga aufstieg. Ab der Saison 2023/24 stand er beim Drittligisten TV Emsdetten unter Vertrag. Nach einer Saison wechselte er im Sommer 2024 nach Nordmazedonien zu RK Vardar Skopje. Seit dem Sommer 2025 steht er beim deutschen Verein Bergischer HC unter Vertrag.

### In Auswahlmannschaften
Im November 2020 gab er sein Debüt für die A-Nationalmannschaft gegen die Türkei. Er nahm 2022 an der Europameisterschaft teil und erzielte ein Tor. Er stand im Kader für die Europameisterschaft 2024 und belegte mit den Niederlanden den 12. Platz. Bei der Weltmeisterschaft 2025 warf er 22 Tore in sechs Spielen und belegte mit dem Team den 12. Platz.